# Geissois pentaphylla
Geissois pentaphylla är en tvåhjärtbladig växtart som beskrevs av Cyril Tenison White och F. S. Walker. Geissois pentaphylla ingår i släktet Geissois och familjen Cunoniaceae. Inga underarter finns listade i Catalogue of Life.